# Dungegadi
Dungegadi – gaun wikas samiti w zachodniej części Nepalu w strefie Rapti w dystrykcie Pyuthan. Według nepalskiego spisu powszechnego z 2001 roku liczył on 618 gospodarstw domowych i 3938 mieszkańców (2034 kobiet i 1904 mężczyzn).